# Athenagoras I.
Athenagoras I., narozen jako Aristokles Spyrou (6. dubna 1886, Vasilico u Ioánniny, Osmanská říše, dnes Řecko – 7. července 1972, Istanbul, Turecko) byl v letech 1948 až 1972 ekumenickým patriarchou konstantinopolským, a to 268. v pořadí.

## Život
Aristokles se narodil do rodiny albánského původu v oblasti Epirus, která tehdy patřila Osmanské říši, dnes Řecku. Byl synem vesnického lékaře. Matka mu zemřela, když mu bylo 13 let.
Studoval v semináři na tureckém ostrově Heybeliada. V roce 1922 byl zvolen metropolitou Korfu.
V roce 1938 se Athenagoras stal občanem USA. Dne 1. listopadu 1948 byl zvolen patriarchou konstantinopolským. V lednu následujícího roku letěl funkci převzít do Istanbulu osobním letadlem amerického prezidenta Harryho Trumana.
V roce 1964 se v Jeruzalémě sešel s papežem Pavlem VI. Cílem tohoto historického setkání bylo překonat Velké schizma, obnovit komunikaci mezi katolickou a pravoslavnou církví. Jeho výsledkem byla společná deklarace, která byla 7. prosince 1965 najednou čtena na zasedání Druhého vatikánského koncilu a zvláštním ceremoniálu v Istanbulu.
Dne 6. července 1972 byl Athenagoras hospitalizován kvůli zlomenině kyčle. Zemřel následujícího dne, příčinou však bylo selhání ledvin. Bylo mu 86 let.